# Georginio Wijnaldum
Georginio Gregion Emile Wijnaldum (Rotterdam, 1990. november 11. –) holland válogatott, Bajnokok Ligája-győztes labdarúgó, az el-Áttifák játékosa.

## Pályafutása
Már egész fiatalon bemutatkozott a Feyenoord nagycsapatában. Öt idény alatt 134 mérkőzést játszott a klub színeiben, és Holland kupát nyert csapatával. 2012-ben a PSV Eindhoven szerződtette. Bajnokságot és kupát is nyert a Philipps-gyáriakkal. 2015-ben a Newcastle United FC-hez igazolt. 2016-ban 25 millió fontért a Jürgen Klopp által irányított Liverpool FC vette meg.
2022. augusztus 4-én kölcsönbe került az AS Roma csapatához. 2023. szeptember 2-án a szaúdi el-Áttifák hároméves szerződést kötött vele.

### A válogatottban
2011-ben mutatkozott be az Oranjéban, ahol eddig 54 mérkőzést játszott, és 11 gólt szerzett. Tagja volt a 2014-ben (hazai közönségük előtt játszó Brazíliát 3-0 felülmúlva) bronzérmet szerző válogatottnak, a mérkőzésen gólt is szerzett.

## Statisztika

### Klub
2019. május 7.
| Klub           | Szezon         | Bajnokság | Bajnokság | Kupa  | Kupa | Ligakupa | Ligakupa | Nemzetközi | Nemzetközi | Egyéb | Egyéb | Összes | Összes |
| Klub           | Szezon         | Mérk.     | G.        | Mérk. | G.   | Mérk.    | G.       | Mérk.      | G.         | Mérk. | G.    | Mérk.  | G.     |
| -------------- | -------------- | --------- | --------- | ----- | ---- | -------- | -------- | ---------- | ---------- | ----- | ----- | ------ | ------ |
| Feyenoord      | 2006–07        | 3         | 0         | 0     | 0    | —        | —        | 0          | 0          | —     | —     | 3      | 0      |
| Feyenoord      | 2007–08        | 10        | 1         | 2     | 0    | —        | —        | 0          | 0          | —     | —     | 12     | 1      |
| Feyenoord      | 2008–09        | 33        | 4         | 3     | 0    | —        | —        | 6          | 1          | 3     | 0     | 45     | 5      |
| Feyenoord      | 2009–10        | 31        | 4         | 7     | 1    | —        | —        | —          | —          | —     | —     | 38     | 5      |
| Feyenoord      | 2010–11        | 34        | 14        | 1     | 0    | —        | —        | 2          | 0          | —     | —     | 37     | 14     |
| Feyenoord      | Összesen       | 111       | 23        | 13    | 1    | —        | —        | 8          | 1          | 3     | 0     | 135    | 25     |
| PSV            | 2011–12        | 32        | 8         | 6     | 2    | —        | —        | 12         | 4          | —     | —     | 50     | 14     |
| PSV            | 2012–13        | 33        | 14        | 6     | 1    | —        | —        | 5          | 4          | 1     | 1     | 45     | 20     |
| PSV            | 2013–14        | 11        | 4         | 0     | 0    | —        | —        | 4          | 0          | —     | —     | 15     | 4      |
| PSV            | 2014–15        | 33        | 14        | 3     | 2    | —        | —        | 8          | 2          | —     | —     | 44     | 18     |
| PSV            | Összesen       | 109       | 40        | 15    | 5    | —        | —        | 29         | 10         | 1     | 1     | 154    | 56     |
| Newcastle      | 2015–16        | 38        | 11        | 1     | 0    | 1        | 0        | —          | —          | —     | —     | 40     | 11     |
| Newcastle      | Összesen       | 38        | 11        | 1     | 0    | 1        | 0        | —          | —          | —     | —     | 40     | 11     |
| Liverpool      | 2016–17        | 36        | 6         | 1     | 0    | 5        | 0        | —          | —          | —     | —     | 42     | 6      |
| Liverpool      | 2017–18        | 33        | 1         | 2     | 0    | 1        | 0        | 14         | 1          | —     | —     | 50     | 2      |
| Liverpool      | 2018–19        | 34        | 3         | 0     | 0    | 0        | 0        | 11         | 2          | —     | —     | 45     | 5      |
| Liverpool      | Összesen       | 103       | 10        | 3     | 0    | 6        | 0        | 25         | 3          | 0     | 0     | 137    | 13     |
| Karrier összes | Karrier összes | 361       | 84        | 32    | 6    | 7        | 0        | 62         | 14         | 4     | 1     | 466    | 105    |

### Válogatott
2022. március 29-én lett frissítve.
| Hollandia | Hollandia       | Hollandia |
| Év        | Pályára lépések | Gólok     |
| --------- | --------------- | --------- |
| 2011      | 2               | 1         |
| 2012      | 0               | 0         |
| 2013      | 1               | 0         |
| 2014      | 13              | 1         |
| 2015      | 9               | 2         |
| 2016      | 11              | 3         |
| 2017      | 9               | 1         |
| 2018      | 8               | 2         |
| 2019      | 9               | 8         |
| 2020      | 8               | 3         |
| 2021      | 15              | 5         |
| 2022      | 1               | 0         |
| Total     | 86              | 26        |

### Válogatott góljai
| #  | Dátum               | Helyszín                                              | Ellenfél         | Gólja | Végeredmény | Kiírás                     |
| -- | ------------------- | ----------------------------------------------------- | ---------------- | ----- | ----------- | -------------------------- |
| 1  | 2011. szeptember 2. | Philips Stadion, Eindhoven, Hollandia                 | San Marino       | 11–0  | 11–0        | Európa-bajnokság-selejzető |
| 2  | 2014. július 12.    | Estádio Nacional de Brasília, Brazíliaváros, Brazília | Brazília         | 3–0   | 3–0         | Világbajnokság-selejtező   |
| 3  | 2015. június 12.    | Skonto stadion, Riga, Lettország                      | Lettország       | 1–0   | 2–0         | Európa-bajnokság-selejzető |
| 4  | 2015. október 10.   | Astana Arena, Asztana, Kazahsztán                     | Kazahsztán       | 1–0   | 2–1         | Európa-bajnokság-selejzető |
| 5  | 2016. június 1.     | Stadion Energa Gdańsk, Gdańsk, Lengyelország          | Lengyelország    | 2–1   | 2–1         | Barátságos                 |
| 6  | 2016. június 4.     | Ernst Happel Stadion, Bécs, Ausztria                  | Ausztria         | 2–0   | 2–0         | Barátságos                 |
| 7  | 2016. szeptember 1. | Philips Stadion, Eindhoven, Hollandia                 | Görögország      | 1–0   | 1–2         | Barátságos                 |
| 8  | 2017. június 9.     | Feijenoord Stadion, Rotterdam, Hollandia              | Luxemburg        | 3–0   | 5–0         | Világbajnokság-selejtező   |
| 9  | 2018. október 13.   | Johan Cruijff Arena, Amszterdam, Hollandia            | Németország      | 3–0   | 3–0         | Nemzetek Ligája            |
| 10 | 2018. november 16.  | Feijenoord Stadion, Rotterdam, Hollandia              | Franciaország    | 1–0   | 2–0         | Nemzetek Ligája            |
| 11 | 2019. március 21.   | Feijenoord Stadion, Rotterdam, Hollandia              | Fehéroroszország | 2–0   | 4–0         | Európa-bajnokság-selejzető |

## Sikerei, díjai
Feyenoord
- Holland kupagyőztes (1): 2007–08

PSV Eindhoven
- Eredivise (1): 2014-15
- Holland kupa (1): 2011–12
- Holland szuperkupa (1): 2012

Liverpool
- Premier League (1): 2019-20
- UEFA-bajnokok ligája (1): 2018–19
- UEFA-szuperkupa (1): 2019
- FIFA-klubvilágbajnokság (1): 2019

PSG
- Ligue 1 (1): 2021-22

## Fordítás
Ez a szócikk részben vagy egészben  a   Georginio Wijnaldum című angol Wikipédia-szócikk fordításán alapul.  Az eredeti cikk szerkesztőit annak laptörténete sorolja fel. Ez a jelzés csupán a megfogalmazás eredetét és a szerzői jogokat jelzi, nem szolgál a cikkben szereplő információk forrásmegjelöléseként.